# Janet Karim
Janet Zeenat Karim (nascuda el 1954) és una periodista i diplomàtica malawiana. Fundadora de les publicacions Woman Now i Independent, Karim és una de les poques escriptores conegudes del país. Va treballar per a la Missió Permanent de Malawi davant les Nacions Unides del 2007 al 2015.

## Primers anys i educació
Janet Karim va néixer amb el nom de Janet Mbekeani el 1954. El seu pare era Wales Nyemba Mbekeani, un diplomàtic que va ser destinat a les Nacions Unides. A causa de la carrera del seu pare, va passar una part important de la seva infància a Nova York, on es va graduar a l'institut d'Scarsdale el 1972.
Karim va tornar a Malawi, on es va llicenciar per la Universitat de Malawi el 1979.
Més tard, va completar la seva formació amb un màster en desenvolupament global i justícia social a la Universitat Sant Joan el 2014.

## Carrera
Karim va començar com a professora d'escoles públiques de Malawi, però després de no aconseguir un màster a la London School of Economics, es va iniciar en el periodisme. Va començar a escriure per al Malawi Daily Times, en aquell moment l'únic diari del país. Després es va convertir en editora de la publicació germana del Times, Malawi News.
Després de deixar Malawi News, Karim va fundar i va exercir com a editora de la revista Woman Now, la primera revista femenina del país. El 1993, també va fundar el diari Independent. Karim i els seus companys van saber com evadir les regles de censura del país durant l'era del partit únic, cosa que li va facilitar el camí per començar les seves pròpies publicacions. Més tard, l'Independent es va oposar sovint a les polítiques del nou govern.
Karim també va fundar l'Associació de dones dels mitjans de comunicació de Malawi, entre altres organitzacions professionals de mitjans. A través de l'organització de mitjans de dones, va ajudar a establir la ràdio comunitària Dzimwe, amb l'ajuda de la UNESCO i més tard de l'Agència dels Estats Units per al Desenvolupament Internacional.
Juntament amb la seva feina com a periodista, Karim es va convertir en activista i defensora dels drets i la seguretat de les dones. També va ser activa a la Societat de Dones que viuen amb la sida. Es va pronunciar a favor d'incloure les dones als mitjans de comunicació, i el 1998 va afirmar: "Els mitjans africans no poden entrar al segle xxi saltant d'una cama. Les dones han de formar part del futur de l'Àfrica".
En lamentar la manca de dones en l'àmbit literari de Malawi el 2013, el president de la Unió d'Escriptors de Malawi va mencionar Karim com una de les poques escriptores conegudes del país, juntament amb Emily Mkamanga i Walije Gondwe.
Del 2007 al 2015, Karim va ser nomenada per treballar a la Missió Permanent de Malawi davant les Nacions Unides, on el seu pare havia sigut ambaixador. A l'ONU, va treballar en temes socials, culturals i de drets humans, i va representar el país a la UNICEF i altres organismes.